# Dolmen de la Barbière

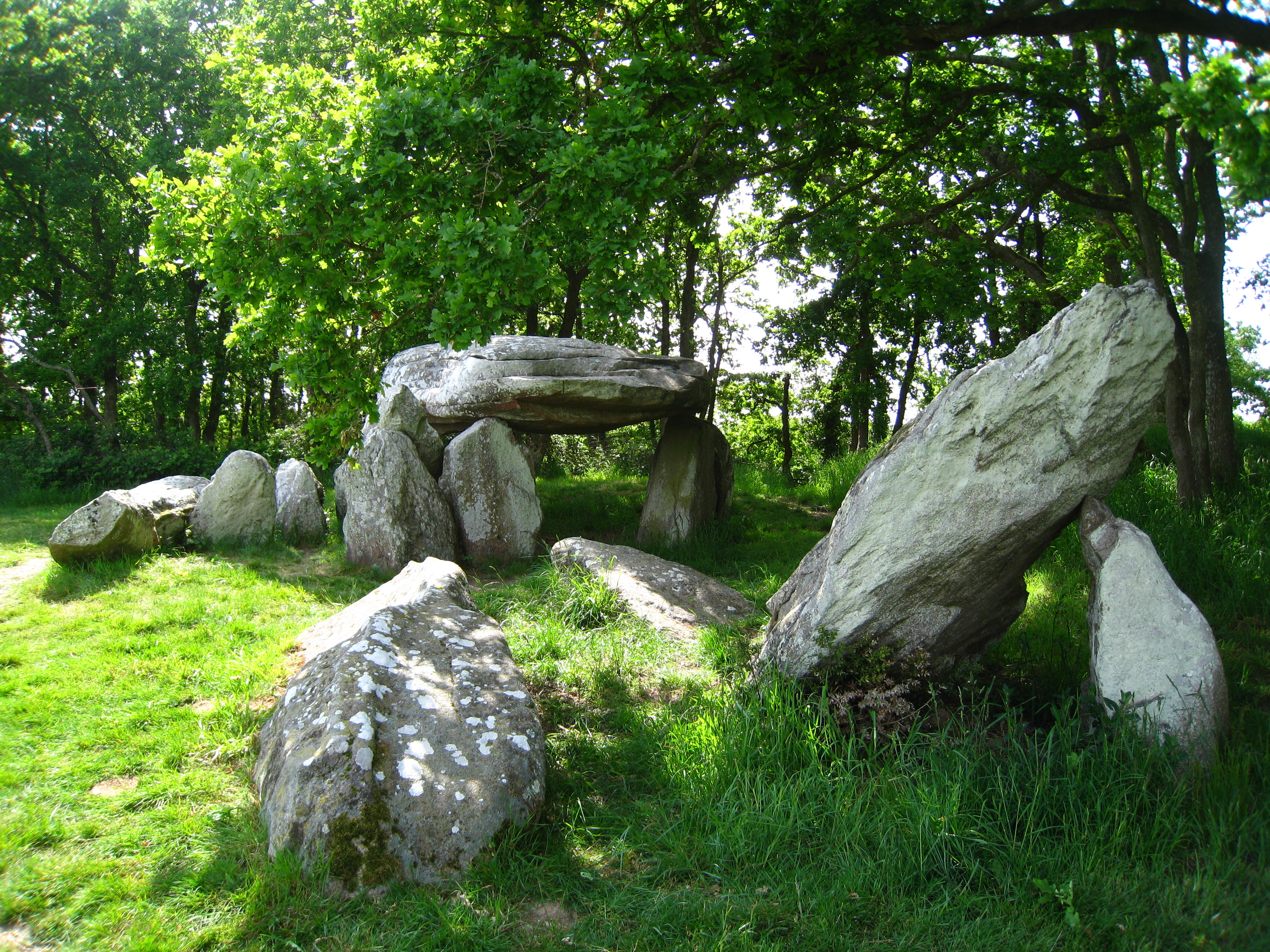
Dolmen de la Barbière

Der Dolmen de la Barbière ist eine etwa zehn Meter lange, teilweise ruinierte Allée couverte. Er liegt südöstlich von Crossac im La Brière im Département Loire-Atlantique in der Region Pays de la Loire. Dolmen ist in Frankreich der Oberbegriff für Megalithanlagen aller Art (siehe: Französische Nomenklatur).
Die Kammer ist etwa 4,0 Meter lang und 3,0 Meter breit. Sie besteht aus mehreren Orthostaten, von denen drei einen großen Deckstein tragen. Der Rest der Anlage wird durch eine Doppelreihe von Orthostaten gebildet, die teilweise von verstürzten Decksteinen begleitet werden.
Der Megalithanlage wurde christianisiert, auf einem der Steine in der Nähe steht ein Kreuz, sowie der Menhir du Bois Hoël.

Dolmen de la Barbière
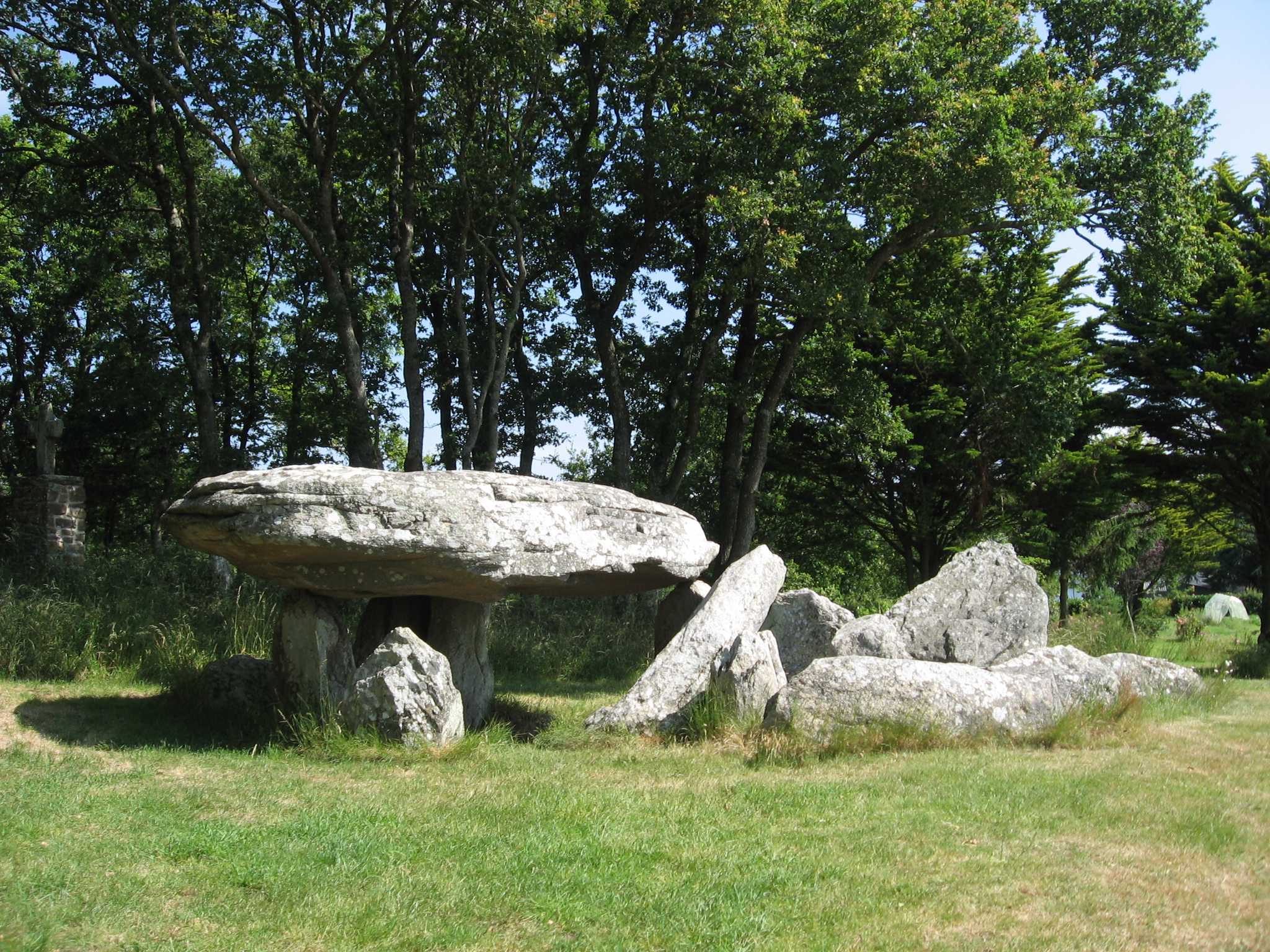
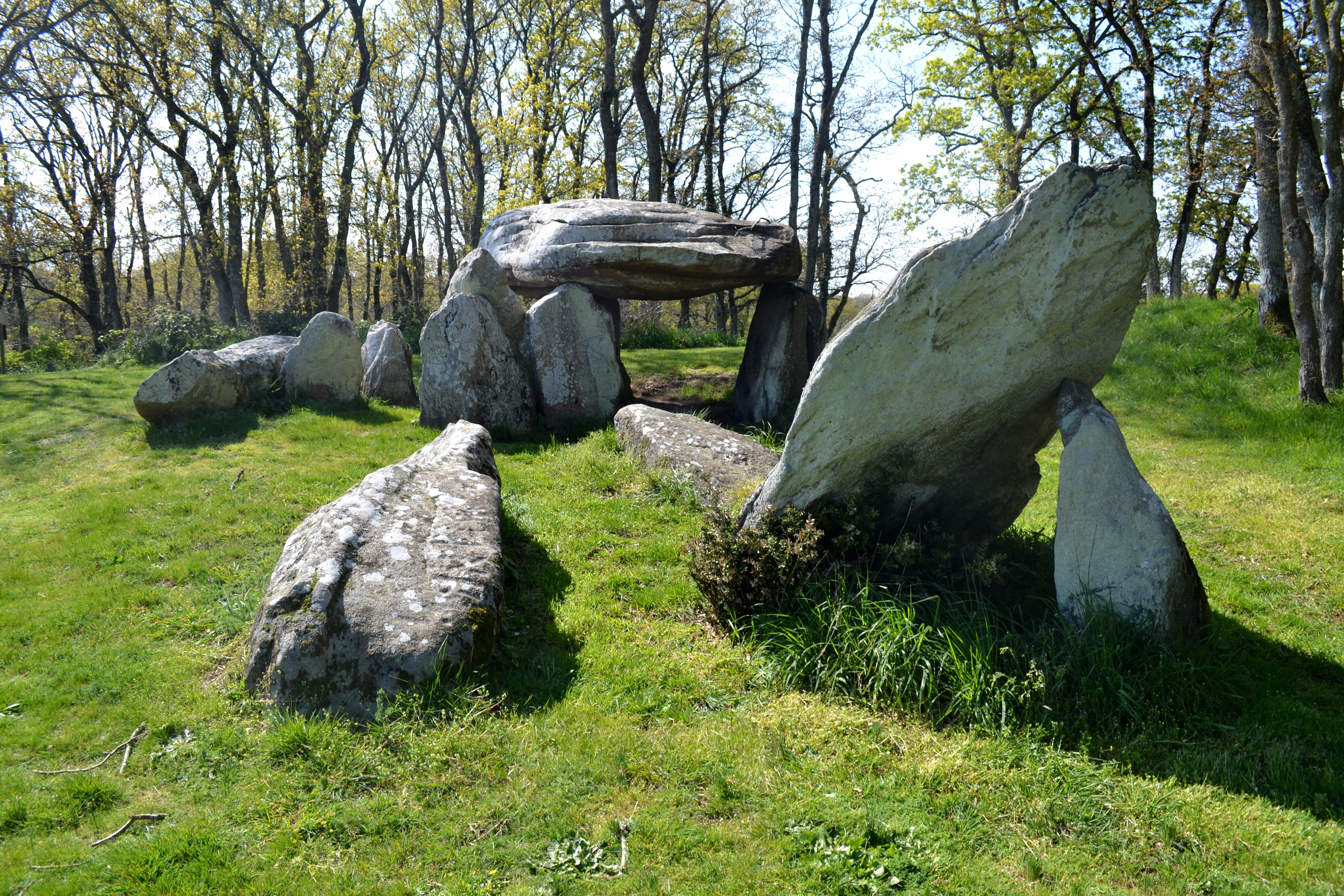
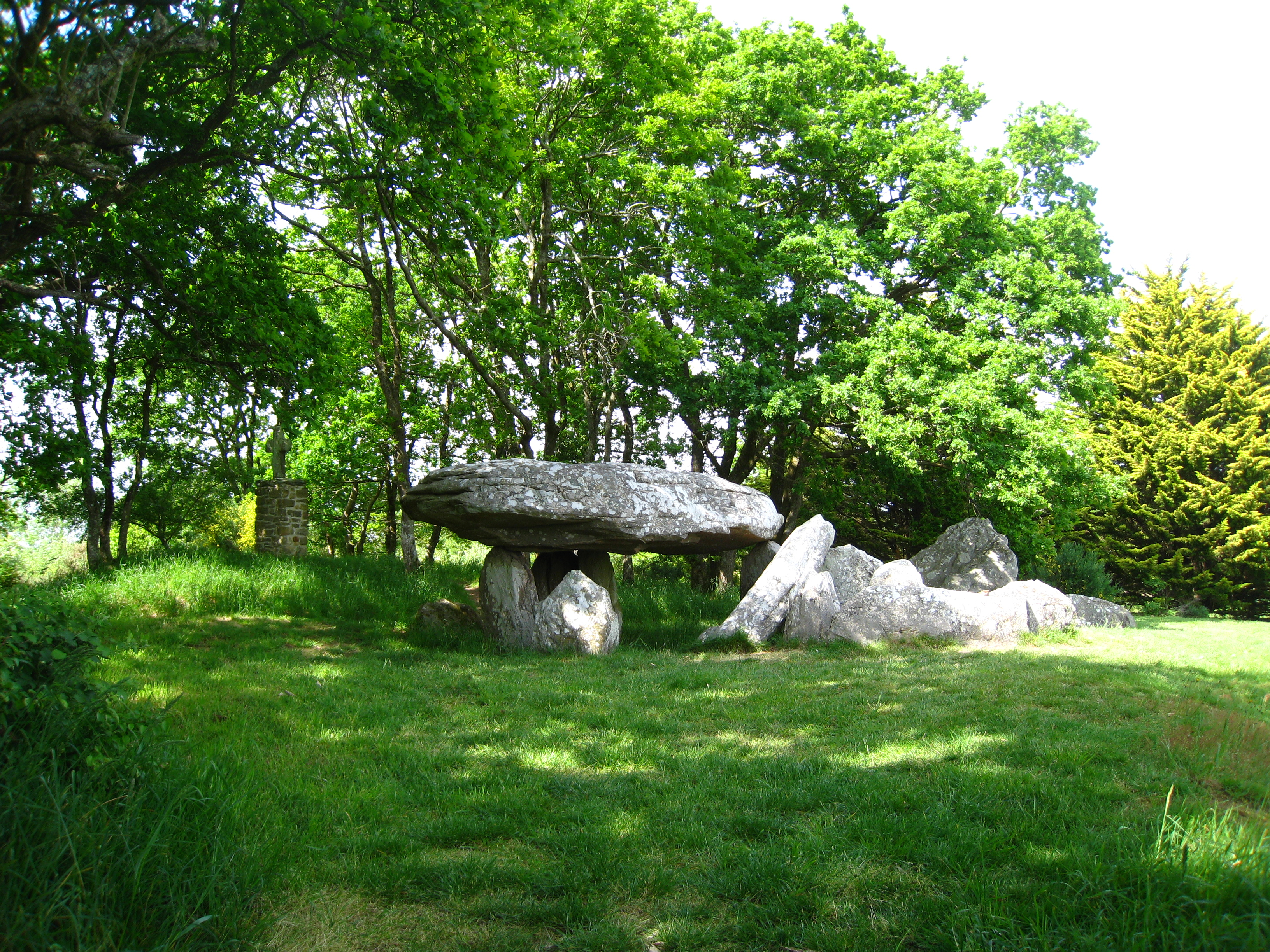
Dolmen im Wappen von Crossac

Der Dolmen de la Barbière liegt unweit der Route Bleue et Megalithes, einem archäologischen Pfad mit acht Dolmen und drei Menhiren, der nordwestlich von St. Nazaire bei La Chapelle-des-Marais beginnt und bei Pornic endet. Darunter befinden sich der Tumulus von Dissignac, der Tumulus von Mousseaux, der Dolmen du Pré d’Air und der Dolmen de la Joselière.